# Conseil des patriarches catholiques d'Orient
Pour les articles homonymes, voir CPCO.
Le Conseil des patriarches catholiques d'Orient (CPCO) est une institution de l'Église catholique qui rassemble les patriarches des différentes Églises catholiques orientales du Moyen-Orient ainsi que le patriarche latin de Jérusalem.
Il a son siège à Bkerké, près de Beyrouth, au Liban, au patriarcat maronite.

## Membres
Tous les patriarches catholiques d'Orient en exercice sont membres du Conseil. En cas d'empêchement, un patriarche peut se faire représenter par un évêque de son Église.

## Présidence et préséance
La présidence du Conseil est tournante.
L'ordre de préséance est la suivante :
- le patriarche d'Alexandrie (Église catholique copte) ;
- le patriarche d'Antioche (Église maronite, Église catholique melkite, Église catholique syriaque) ;
- le patriarche de Babylone (Église catholique chaldéenne) ;
- le patriarche de Cilicie (Église catholique arménienne) ;
- le patriarche de Jérusalem (Patriarcat latin de Jérusalem).

## Historique
- 19 – 24 août 1991 : Ier Congrès annuel à Bikfaya au Liban
- 1992 –  : IIe Congrès annuel au séminaire patriarcal copte du Caire en Égypte
- 1993 –  : IIIe Congrès annuel à l'évêché latin d'Amman en Jordanie
- 19 – 24 septembre 1994 : IVe Congrès annuel à la résidence patriarcale melkite de Raboueh au Liban
- 4 – 11 septembre 1995 : Ve Congrès annuel au patriarcat catholique arménien à Bzoummar, près de Beyrouth
- 13 – 18 octobre 1996 : VIe Congrès annuel à la résidence patriarcale syriaque au couvent Notre-Dame de la Délivrance à Charfeh au Liban
- 19 – 25 octobre 1997 : VIIe Congrès annuel à Alexandrie en Égypte
- 11 – 16 octobre 1998 : VIIIe Congrès annuel à Amman
- 3 – 6 novembre 1999 : IXe Congrès annuel au patriarcat maronite à Bkerké : Lettre pastorale des Patriarches catholiques d'Orient sur le mouvement œcuménique[2]
- 16 – 20 octobre 2000 : Xe Congrès annuel au patriarcat catholique arménien à Bzoummar
- 23 – 27 septembre 2001 : XIe Congrès annuel à la résidence patriarcale syriaque au couvent Notre-Dame de la Délivrance à Charfeh
- 16 octobre 2006 – 20 octobre 2006 : XVIe Congrès annuel au patriarcat catholique arménien à Bzoummar
- 15 – 19 octobre 2007 : XVIIe Congrès annuel à la résidence patriarcale melkite d'été à Ain Treiz, près de Beyrouth
- 26 – 30 novembre 2018 : XXVIe Congrès annuel au siège du patriarcat chaldéen à Bagdad en Irak (thème : « Les jeunes, signes d'espérance dans les pays du Moyen-Orient »)
- 25 – 29 novembre 2019 : XXVIIe Congrès annuel au patriarcat des Coptes catholiques au Caire en Égypte, chez Sa B. le patriarche Ibrahim Isaac Sidrak (thème : « L'information au service de l'Évangile »)

## Séances
La séance d'ouverture (26 novembre 2018) débuta avec une prière suivie du mot de bienvenue du Cardinal Louis Raphaël Ier Sako. La tenue du congrès pour la première fois en Irak en dit long sur la solidarité des patriarches avec ce pays, sur leurs contacts avec ses chrétiens et sur leur encouragement au retour des déplacés et des migrants dans leurs villages et leurs contrées. Il assura que le congrès est un message contre le fanatisme et l'extrémisme visant à consolider les valeurs du vivre-ensemble.
Chaque participant a décrit la situation dans son pays : difficultés politiques, économiques et sociales, perspectives d'avenir, état des déplacés et retour possible dans leurs villages, relations et contact avec la diaspora. Les patriarches ont lancé des appels à leurs fils et frères des pays du Moyen-Orient.